# 고삼초등학교
고삼초등학교는 대한민국 경기도 안성시 고삼면 가유리에 있는 공립 초등학교이다.

## 학교 연혁
- 1930년 12월 15일 용인군 고삼공립보통학교 개교(설립인가 7월 29일)
- 1938년 4월 1일 고삼공립심상소학교로 개칭
- 1941년 4월 1일 고삼공립국민학교로 개칭
- 1959년 10월 26일 월향리 교사로 이전
- 1964년 4월 1일 안성군 편입
- 1969년 3월 1일 고동분교, 고동국민학교로 독립
- 1973년 12월 13일 현 교사로 이전(10개 교실)
- 1981년 3월 7일 병설유치원 개원(1학급)
- 1994년 2월 28일 고동분교장 통폐합
- 1996년 3월 1일 고삼초등학교로 개칭
- 2015년 3월 1일 제23대 이도영 교장 취임
- 2017년 2월 9일 제36회 유치원 졸업식 및 수료식
- 2017년 2월 10일 제84회 졸업(10명), 총 4256명
- 2017년 3월 1일 본교 6학급, 특수 1학급, 유치원 1학급 편성

## 참고 자료
- 고삼초등학교 - 한국교육학술정보원 학교알리미